# Infinity (sculpture)
Pour les articles homonymes, voir Infinity.
Infinity est une sculpture abstraite, conçue par Jose de Rivera (en) et créée par Roy Gussow (en) au coût de 104 520 $. Elle est située à l'entrée sud du musée national d'histoire américaine, sur Madison Drive et 12th Street, Northwest, à Washington. Elle a été inaugurée le 28 mars 1967. Elle a pour caractéristique de tourner lentement sur sa base.